# Артсенбуч, Хуан Эухенио
Хуан Эухенио Артсенбуч (изначально Харценбуш; 6 сентября 1806, Мадрид — 2 августа 1880, там же) — испанский драматург, писатель, поэт, филолог, литературный критик, редактор.
Родился в семье эмигрировавшего в Испанию немца, работавшего плотником. В возрасте двух лет потерял мать, жил вместе с отцом и братом в Вальпараисо-де-Абахо, но в 1815 году семья вернулась в Мадрид. В 1818—1822 годах учился в иезуитском колледже Сан-Исидро, где изучал латынь, французский и гуманитарные науки, но не имел склонностей к церковной карьере, поэтому после окончания курса среднего образования работал вместе с отцом до 1830 года, после чего изучил стенографию и устроился работать в издание «Gaceta». Первые написанные им пьесы были переделками сюжетов Мольера, Вольтера и Александра Дюма-отца, затем он использовал сюжеты старых испанских пьес. Свою первую авторскую пьесу, «Los Amantes de Teruel» («Теруэльские любовники»), написал на основе старинной легенды в 1836 году (была поставлена в 1837 году). Эта пьеса имела у публики большой успех, однако последовавшие пьесы, «Doña Mencia» («Донья Менсия, или Свадьба в Инквизиции») (1839) и «Alfonso el Casto» (1841), снискали куда более прохладные отзывы; свою репутацию он смог восстановить лишь в 1845 году выходом исторической драмы «La Jura en Santa Gadea» («Клятва в Санта Гадеа»), основанной на народной легенде об Эль-Сиде.
С 1844 года работал в Национальной библиотеке. В 1852 году был назначен главой национальных театров, в 1854 году — директором нормальной школы. С 1862 по 1875 год был директором Национальной библиотеки, одновременно был активным редактором многочисленных изданий испанской классики XVI—XVII веков; особенную известность получило подготовленное им издание «Дон Кихота» Сервантеса. С 1847 года был членом Академии наук, руководил выпуском академического словаря. Входил в состав редакции «Современной энциклопедии Мелладо», написал для неё множество статей по драматургии.
Его перу принадлежат семейно-бытовые комедии «Мечтательница» (1840), «Хромая и оробевший» (1843), «Да и нет» (1854), «волшебные» комедии «Заколдованная бутылка» (1839), «Порошки мамаши Селестины» (1840). Кроме того, он выполнил переводы множества пьес французских драматургов XVII—XIX веков на испанский язык и обработал для новых постановок творения Лопе де Вега Карпьо, Кальдерона, Тирсо де Молина. Собрание его сочинений было выпущено в 1888—1892 годах, ряд драм его авторства переводились на иностранные языки.
В 11-м издании энциклопедии «Британника» его творчеству дана следующая оценка: «уступая во вдохновении другим современным [ему] испанским драматургам, Артсенбуч превосходит своих конкурентов в многосторонности и в добросовестном мастерстве».
- Эта статья (раздел) содержит текст, взятый (переведённый) из одиннадцатого издания «Британской энциклопедии», перешедшего в общественное достояние.